# Torre de San García
La Torre de San García fue una torre almenara situada en la punta de San García, en la localidad andaluza de Algeciras, España. Esta construcción defensiva, de la que en la actualidad se conservan escasos restos, formó parte del sistema de vigilancia del estrecho de Gibraltar y de la bahía de Algeciras desde el siglo XVII junto a otras atalayas y del sistema de defensa completando la acción del fuerte de San García desde el siglo XVIII.
La torre fue construida entre los años 1585 y 1580 siendo capaz de mantener piezas de artillería en su terrado, tuvo planta circular y alzado troncocónico a diferencia de otras almenaras cercanas como la Torre del Fraile o la Torre de Entrerríos que fueron construidas con planta cuadrada. Se desconoce la altura que pudo tener debido a la escasez de fuentes de la época y de los escasos restos conservados en la actualidad aunque el diámetro de su base, cuyos cimientos se mantienen, era de 13 metros. Otras torres artilladas similares construidas en la época tuvieron dos estancias interiores por lo que es posible que la torre de San García también las tuviera.
En la década de 1730 se construyó en sus cercanías un fuerte artillado, el Fuerte de San García, que relegó su función artillera a la de almacén de pólvora aunque siguió funcionando como almenara manteniendo contacto visual con la torre del Fraile por el sur y con la ciudad de Algeciras y los fuertes de Isla Verde y Santiago por el norte. En 1810 con motivo de la Guerra de Independencia el fuerte fue destruido por las tropas británicas y la torre quedó parcialmente inutilizada al desmantelarse su terrado. La destrucción completa llegó en 1898 cuando con motivo de la Guerra hispano-estadounidense fue dinamitada junto a otras torres de la región como la Torre de los Adalides.